# Ульбея (река)
Ульбея — река на Дальнем Востоке России. Протекает по территории Охотского района Хабаровского края.
Длина реки — 399 км. Площадь водосборного бассейна — 13500 км². Берёт начало в хребте Сунтар-Хаята от слияния ключей Гория и Гранитный. Питание снеговое и дождевое. Впадает в Охотское море. Замерзает в конце октября — середине ноября, вскрывается в мае.
Является местом нереста лососёвых рыб.
В верховьях реки расположена фактория (посёлок) Нядбаки. Вблизи устья — заброшенный посёлок Ульбея.

## Притоки
Объекты перечислены по порядку от устья к истоку.
- 6 км: река без названия
- 9 км: Ульберикан
- 14 км: река без названия
- 22 км: река без названия
- 23 км: Мол
- 30 км: Тауй
- 39 км: Учупичан
- 49 км: река без названия
- 77 км: река без названия
- 78 км: Гербыт
- 87 км: Безводный
- 91 км: Асиберган
- 94 км: Дускандя
- 102 км: река без названия
- 105 км: Хавакчан
- 117 км: Этмочак
- 136 км: Ненкал
- 151 км: Мал. Туучак
- 156 км: Нюлкали Первая
- 158 км: Талгика
- 164 км: Нюлкали Вторая
- 165 км: Большой Туучак
- 189 км: Мивкичан
- 198 км: Сибега
- 200 км: Чалбукчан
- 214 км: река без названия
- 220 км: Нивака
- 221 км: Анмандыкан Первый
- 222 км: река без названия
- 233 км: Уютак
- 236 км: река без названия
- 238 км: Бизикич
- 244 км: река без названия
- 261 км: Нядбаки
- 262 км: река без названия
- 268 км: Витачан
- 269 км: Галилей
- 278 км: река без названия
- 281 км: река без названия
- 290 км: Тарын
- 291 км: Долгохчан
- 298 км: Астра
- 312 км: река без названия
- 312 км: Олланджа
- 319 км: река без названия
- 326 км: Сатир
- 327 км: Хетанджа
- 336 км: Овод
- 340 км: Хетанджа
- 343 км: Моренный
- 357 км: Широкий
- 359 км: Двойной
- 364 км: Глубокий
- 380 км: Гория
- 381 км: Гордый
- 384 км: Проходной